# Josef Šebestián Daubek
Josef Šebestián Daubek (24. prosince 1842 Polička – 15. července 1922 Liteň) byl rakouský a český šlechtic z rodu Daubků, podnikatel a politik, v závěru 19. století poslanec Českého zemského sněmu.

## Biografie
Narodil se jako nejstarší z pěti dětí, měl čtyři sestry. Jeho otcem byl Josef František Doubek (1807–1882), český velkostatkář a politik. Matka Anna (1810–1870) byla dcerou básníka Šebestiána Hněvkovského (1770–1847). Část rodiny se hlásila k německému táboru (strýc Eduard Daubek (1811–1878), podnikatel a politik i jeho syn Eduard Daubek mladší (1844–1912) podnikatel a politik). Josef Šebestián Daubek vystudoval reálnou školu a hospodářské a obchodní školy v Praze a Vídni. V roce 1884 se oženil s Irmou Welsovou z Vídně. Narodili se jim tři děti:
- Marie (21. 10. 1885, Liteň – ?),
- Josef František Doubek (24. 1. 1888, Brněnec – 4. 8. 1935, tamtéž), manž. 1922 Olga Dietrichstein-Mensdorff-Pouilly (4. 12. 1897, Vídeň – 25. 7. 1970, tamtéž)
- JIří Antonín (7. 8. 1890, Brněnec – 1. 2. 1981, Vídeň), manž. 1931 Jarmila Novotná (* 23. 9. 1907, Praha – 9. 2. 1994, New York), operní pěvkyně-sopranistka a filmová herečka

Od roku 1873 byl podílníkem a od roku 1878 vlastníkem rodinných parních mlýnů v Brněnci u Poličky. Roku 1882 převzal i rodové velkostatky v Litni a Vlencích na Berounsku. Díky tomu se zapojil i do podnikání v oboru lihovarnictví a pivovarnictví. Podnikání pak převzal jeho syn Josef Daubek (1888–1934). Společně s K. Kruisem se podílel na založení první lihovarnické školy v Předlitavsku. Byl jmenován členem Národohospodářského ústavu při České akademii věd a umění. V roce 1892 se stal předsedou Spolku obchodních mlýnů z východních Čech a západní Moravy. Roku 1896 získal rytířský titul. Podle jiného zdroje byl na rytíře povýšen už roku 1886.
Byl aktivní veřejně i politicky. Roku 1874 a znovu 1890 a 1893 byl zvolen okresním starostou v Poličce a ve funkci byl ještě k roku 1895. Od roku 1883 zasedal v obecním zastupitelstvu v Brněnci a zasedal také v okresním výboru v Berouně.
Od doplňovacích voleb v březnu 1892 zasedal na Českém zemském sněmu, kam byl zvolen za kurii velkostatkářskou, nesvěřenecké velkostatky. Mandát obhájil v řádných zemských volbách v roce 1895. Byl členem Strany konzervativního velkostatku.
Pokračoval také v tradici podpory českých malířů, sochařů a architektů, kterou založil jeho otec Josef František Daubek po příchodu na Zámek Liteň v roce 1850. Umělce mezi něž patřili Mikoláš Aleš, Václav Brožík, Vojtěch Hynais, Josef Václav Myslbek, Max Švabinský, Antonín Wiehl nebo František Ženíšek podporoval zadáváním uměleckých zakázek.